# Kerlon
Kerlon Moura Souza, (Ipatinga, 27 januari 1988) beter bekend onder zijn voetbalnaam Kerlon, is een Braziliaanse voormalig profvoetballer die als aanvallende middenvelder speelde.

## Clubvoetbal

### Cruzeiro EC
Kerlon debuteerde als profvoetballer in zijn geboorteland voor Cruzeiro EC. Op zeventienjarige leeftijd raakt Kerlon voor langdurige periode geblesseerd aan zijn enkel. Bij de ingreep werd een aantal loszittende stukjes bot verwijderd en werden zijn enkelbanden hersteld. Ondanks deze blessure wist de jeugdinternational met de speciale dribbel zich in de kijker te spelen van een aantal Europese clubs.

### Chievo
Kerlon werd in 2008 gecontracteerd door Chievo Verona, nadat ook Internazionale interesse had. Inter leende Kerlons non-EU-registratie van Chievo in plaats van het gebruik van haar eigen quotum. Hij werd dus door Chievo gecontracteerd, maar het stond van tevoren vast dat hij naar Inter zou vertrekken. Hij maakte zijn debuut voor Chievo op 29 oktober 2008 tegen SS Lazio, hij kwam als wisselspeler het veld in. Dit was een van slechts vier optredens dit seizoen, dat kwam grotendeels door een knieblessure opgelopen in maart 2007, waarbij hij meerdere keren een terugval had.

### Internazionale
In juli 2009 werd Kerlon officieel gecontracteerd door Internazionale. Ook in Milaan bleef zijn knieblessure aanhouden, waardoor Kerlon niet kon debuteren.
Gedurende het seizoen 2009/10 kwam Kerlon op huurbasis uit voor de Nederlandse club Ajax. Na enkele wedstrijden in Jong Ajax verdraaide hij in november 2009 zijn knie tijdens een training. Dit maakte een operatie noodzakelijk, die hem naar schatting zes tot negen maanden revalidatie kost. Kerlon trok terug naar Italië.
Op 14 juli 2010, enkele dagen na zijn terugkeer naar Inter, raakt Kerlon opnieuw geblesseerd, hij lijdt aan een ander letsel, wat een extra operatie tot gevolg heeft.
Op 26 januari 2011 werd bekend dat Kerlon door Paraná Clube gecontracteerd. De club kwam met Inter tot een overeenkomst; Kerlon wordt tot 8 augustus 2011 aan de club verhuurd. Hierna speelde hij één wedstrijd op huurbasis voor de Braziliaanse amateurclub Nacional EC Ltda voordat zijn contract bij Inter afliep.

### Japan, Barbados en de Verenigde Staten
Kerlon had moeite met het vinden van een nieuwe club en kwam uit bij het Japanse Fujieda MYFC waar hij op het vierde niveau tot eind januari 2014 negen doelpunten in 22 wedstrijden maakte. Zonder in actie te komen, verbleef hij hierna kort bij Weymouth Wales FC uit Barbados. In september van dat jaar was hij op proef in de Verenigde Staten bij Atlanta Silverbacks uit de NASL maar kwam in 2015 terecht bij amateurclub Miami Dade FC waarvoor hij eenmaal uitkwam in de APSL.

### Terug in Brazilië en Slowakije
De eerste helft van 2016 speelde Kerlon op Malta voor Sliema Wanderers. Hierna keerde hij terug naar Brazilië en speelde bij Villa Nova. In december 2016 werd hij vastgelegd door het Slowaakse Spartak Trnava waarna hij in 2017 vanwege blessures stopte.

## Interlands

### Braziliaanse jeugdselectie
Kerlon werd jarenlang bestempeld als een van de grootste talenten van Brazilië; hij heeft van Brazilië onder 15 tot Brazilië onder 20 alle nationale jeugdselecties doorlopen. Op het Zuid-Amerikaans Kampioenschap onder 17 in Venezuela in 2005 werd hij gekozen tot beste speler en werd hij topscorer met acht doelpunten in zeven wedstrijden.

## Zeehondendribbel
Kerlon is internationaal vooral bekend vanwege zijn zeehondendribbel. Bij deze actie laat hij de bal stuiteren op zijn hoofd, terwijl hij over het veld loopt. Het bijzondere daarbij is dat hij dit op snelheid kan en daarbij ook van looprichting kan veranderen. Aan deze actie heeft hij zijn bijnaam Foquinho (zeehond) te danken.
De zeehondendribbel is nauwelijks te verdedigen. Het is vrij moeilijk om de bal af te pakken zonder daarbij een overtreding te maken. Bij de tegenstanders leidt deze actie dan ook geregeld tot frustraties en overtredingen. Als gevolg daarvan is in de voetbalwereld een discussie ontstaan of de zeehondendribbel sportief is en of de gemaakte overtredingen terecht zijn.

## Carrière
| Seizoen | Club             | Land      | Competitie            | Wedstrijden | Doelpunten |
| ------- | ---------------- | --------- | --------------------- | ----------- | ---------- |
| 2005/06 | Cruzeiro EC      | Brazilië  | Campeonato Brasileiro | 5           | 0          |
| 2006/07 | Cruzeiro EC      | Brazilië  | Campeonato Brasileiro | 12          | 1          |
| 2007/08 | Cruzeiro EC      | Brazilië  | Campeonato Brasileiro | 10          | 0          |
| 2008/09 | Chievo Verona    | Italië    | Serie A               | 4           | 0          |
| 2009/10 | Internazionale   | Italië    | Serie A               | 0           | 0          |
| 2009/10 | →AFC Ajax (huur) | Nederland | Eredivisie            | 0           | 0          |
| 2010/11 | Internazionale   | Italië    | Serie A               | 0           | 0          |
| 2010/11 | →Paraná (huur)   | Brazilië  | Série B               | 1           | 0          |
| Totaal  |                  |           |                       | 32          | 1          |

## Erelijst

### Met clubs
- Campeonato Mineiro: 2006 (Cruzeiro EC)

### Met Brazilië
- Copa América onder 17 jaar: 2007.